# نيكيتا بيلـؤوسوف
نيكيتا بيلـؤوسوف (بالروسية: Белоусов, Никита Леонидович)‏ هو لاعب كرة قدم روسي في مركز الوسط، ولد في 26 فبراير 2002 في تويمازي في روسيا. لعب مع نادي أوفا.

## وصلات خارجية
- نيكيتا بيلـؤوسوف على موقع قاعدة بيانات كرة القدم.إي يو (الإنجليزية)
- نيكيتا بيلـؤوسوف على موقع Soccerway.com (الإنجليزية)